# Annika Andersson
Annika Andersson, artistnamn för Kerstin Annika Korenado, född Wallnedal den 8 maj 1968 i Mårdaklevs församling i Västergötland, är en svensk komiker och skådespelare. Hon har vunnit privatteaterpriset Guldmasken tre gånger: för bästa kvinnliga skådespelare i Dagens dubbel (2002) och i Otroligt het! (2008) samt för bästa kvinnliga biroll i Inte nu, älskling! (2001).
Förutom flera uppsättningar av Stefan Gerhardsson och Krister Claesson på Vallarnas friluftsteater i Falkenberg och med Thomas Petersson har hon medverkat/medverkar i bland annat Full frys, Hon och Hannes, Time out och Parlamentet.
Annika Andersson blev utnämnd till Årets Falkenbergare 2019. 

## Biografi
Annika Andersson började år 1987 arbeta i receptionen på campingen i Ullared, och hon fortsatte i kassorna och på barn- och damavdelningarna hos Gekås.
År 1986 satte hennes far, Tore Wallnedal, upp nyårsrevy hemma i Mårdaklev och hon gjorde sin scendebut. I orkestern satt Stefan Gerhardsson och Krister Claesson. Buskis-duon mindes Annika, så tio år senare ringde Krister Claesson henne och frågade om hon ville spela i farsen Hemlighuset på Vallarnas friluftsteater i Falkenberg.
Under hösten 2006 medverkade Annika Andersson i showen R.E.A. på Hamburger Börs i Stockholm. Under 2007 syntes hon bland annat i Krister och Lars Classons Otroligt het! på Lisebergsteatern i Göteborg och Vasateatern i Stockholm.
Under våren 2008 spelade hon den osäkra överläkaren Jasmine i den andra säsongen av komediserien Hjälp! på TV4. Hon var med i Så ska det låta den 28 mars 2008 och den 4 januari 2015, och hon har medverkat i många andra TV-sammanhang. Exempelvis har hon medverkat som komiker i Idrottsgalan, och som både komiker och programledare i Humorgalan.
Annika Andersson har spelat in en TV-serie, Välkommen åter, med enbart kända kvinnliga deltagare och denna sändes våren 2010. Under sommaren 2009 medverkade hon i Ugglas Revy i Karlshamn.

## Familj
Annika Andersson, som är bosatt i Falkenberg, har en dotter och tre söner tillsammans med maken Tomas Korenado (tidigare Andersson). Familjen hette tidigare Andersson, men alla bytte namn år 2018 till Korenado efter halvön Coronado där Tomas Korenado friade och de besökte på sin bröllopsresa. Hon valde att behålla "Andersson" som artistnamn.
Maken har bland annat varit ordförande i GAIS, och en av sönerna – Carl-Oscar Korenado – har spelat i Fotbollsallsvenskan för Falkenbergs FF, och en annan – Alexander Korenado – har medverkat i föreställningar på Vallarna. Både Annika Andersson och hennes buskis-kollega Krister Claesson är medlemmar av världens största kartlagda släkt – Långarydssläkten (med släkt-ID "V-DFF AaA DCd").

## Teater

### Roller
| År   | Roll                                                            | Produktion                                                            | Regi                          | Teater                                                        |
| ---- | --------------------------------------------------------------- | --------------------------------------------------------------------- | ----------------------------- | ------------------------------------------------------------- |
| 1996 | Bettan Olsson                                                   | Hemlighuset Curt Peterson                                             | Krister Claesson              | Vallarnas friluftsteater                                      |
| 1997 | Greta Kristersson                                               | Hemvärn & påssjuka Nils Bie Persson                                   | Anders Albien                 | Vallarnas friluftsteater                                      |
| 1998 | Anna Widebäck                                                   | Där fick du! Krister Claesson                                         | Krister Claesson              | Vallarnas friluftsteater                                      |
| 1999 | Rakel Träff, hembiträde.                                        | Bröstsim & gubbsjuka Franz Arnold och Ernst Bach                      | Örjan Herlitz                 | Vallarnas friluftsteater                                      |
| 2000 | Fröken Nikander                                                 | Inte nu, älskling! Ray Cooney och John Chapman                        | Anders Albien                 | Halmstads Teater                                              |
| 2001 | Mimmi. Malin.                                                   | Dagens dubbel                                                         | Anders Albien                 |                                                               |
| 2002 | Rakel, lejd piga.                                               | Bröllop och jäkelskap Krister Claesson                                | Krister Claesson              | Vallarnas friluftsteater                                      |
| 2003 | Rakel Kristersson                                               | Barnaskrik och jäkelskap Krister Claesson och Gustaf Skördeman        | Krister Claesson              | Vallarnas friluftsteater                                      |
| 2004 | Berit Eriksson Blom                                             | Stulen kärlek Krister Claesson                                        | Krister Claesson              | Lisebergsteatern i Göteborg                                   |
| 2006 | Fröken Malin, tjänsteande.                                      | Brännvin och fågelholkar – Söderkåkar reser västerut! Gideon Wahlberg | Anders Albien                 | Vallarnas friluftsteater                                      |
| 2006 |                                                                 | R.E.A                                                                 |                               | Hamburger Börs                                                |
| 2007 | Gerd, Lisas väninna.                                            | Otroligt het! Krister Classon och Lars Classon                        | Krister Classon, Lars Classon | Lisebergsteatern i Göteborg. Vasateatern i Stockholm.         |
| 2009 |                                                                 | Var fan är min revy!                                                  | Johan Wahlström               |                                                               |
| 2011 | Rut Olsson                                                      | Pang på pensionatet Krister Classon                                   | Krister Classon               | Vallarnas friluftsteater                                      |
| 2012 |                                                                 | Sommarskratt                                                          | Christoffer Bendixen          | Bellevueparken, Karlshamn.                                    |
| 2013 | Eivor Stark                                                     | Livat i parken Lars Classon och Torbjörn Karlsson                     | Lars Classon                  | Vallarnas friluftsteater                                      |
| 2014 |                                                                 | #Revyn                                                                | Erik Ståhlberg                | Lisebergsteatern                                              |
| 2015 | Maj                                                             | Tresteg i snedsteg Derek Benfield                                     | Adde Malmberg                 | Krusenstiernska gården i Kalmar. Lisebergsteatern i Göteborg. |
| 2017 | Ulla-Britta Bom (Fabians syster) alias Elmer Gottefjun, soldat. | Soldat Fabian Bom Nils Poppe                                          | Ulf Dohlsten                  | Vallarnas friluftsteater                                      |
| 2017 | Carin                                                           | Minns du mig? (Remember Me?) Sam Bobrick                              | Pär Nymark                    | Lisebergsteatern i Göteborg                                   |
| 2018 | Alma Svensson (Emils mamma)                                     | Emil i Lönneberga                                                     | Kålle Gunnarsson              | Lisebergsteatern i Göteborg                                   |
| 2020 | Eva Persson                                                     | Stulen kärlek Krister Classon                                         | Pär Nymark                    | Lisebergsteatern i Göteborg                                   |
| 2025 | Rakel                                                           | Kalabalik i Fabriken Håkan Klamas och Niklas Holtne                   | Niklas Holtne                 | Vallarnas friluftsteater                                      |

## TV och film
- 1999 – Full frys (TV-serie)
- 2003–2012 – Time out (TV-program)
- 2005–2006 – Hon och Hannes (TV-serie)
- 2007 – Tack gode gud
- 2007–2011 – Parlamentet (TV-program)
- 2008 – Så ska det låta
- 2008 – Hjälp! (TV-serie)
- 2010 – Välkommen åter (TV-serie)
- 2011 – Åsa-Nisse – wälkom to Knohult
- 2011 – The Stig-Helmer Story
- 2013 – Hela Sveriges fredag!
- 2014 – Svart Kung
- 2014 – Så ska det låta
- 2015–2020 – Parlamentet (TV-program)
- 2018 – Tror du jag ljuger?
- 2018 – Bingolotto uppesittarkväll
- 2019 – Bäst i test (TV-program)
- 2019 – Enkelstöten (TV-serie)
- 2020 – Falkenberg forever (TV-serie)
- 2020 – Mirakel (TV-serie)

## Priser och nomineringar
| År   | Uppsättning              | Pris       | Kategori                         | Resultat  |
| ---- | ------------------------ | ---------- | -------------------------------- | --------- |
| 1999 | Där fick du!             | Guldmasken | Bästa kvinnliga biroll i talpjäs | Nominerad |
| 2001 | Inte nu, älskling!       | Guldmasken | Bästa kvinnliga biroll i talpjäs | Vann      |
| 2002 | Dagens dubbel            | Guldmasken | Bästa kvinnliga skådespelare     | Vann      |
| 2003 | Bröllop och jäkelskap    | Guldmasken | Bästa kvinnliga skådespelare     | Nominerad |
| 2004 | Barnaskrik och jäkelskap | Guldmasken | Bästa kvinnliga skådespelare     | Nominerad |
| 2005 | Stulen kärlek            | Guldmasken | Bästa kvinnliga skådespelare     | Nominerad |
| 2008 | Otroligt het!            | Guldmasken | Bästa kvinnliga skådespelare     | Vann      |